# Canyon Lake (Texas)
Canyon Lake es un lugar designado por el censo ubicado en el condado de Comal en el estado estadounidense de Texas. En el Censo de 2010 tenía una población de 21.262 habitantes y una densidad poblacional de 52,36 personas por km².

## Geografía
Canyon Lake se encuentra ubicado en las coordenadas 29°52′59″N 98°15′53″O / 29.88306, -98.26472. Según la Oficina del Censo de los Estados Unidos, Canyon Lake tiene una superficie total de 406.04 km², de la cual 371.23 km² corresponden a tierra firme y (8.57%) 34.81 km² es agua.

## Demografía
Según el censo de 2010, había 21.262 personas residiendo en Canyon Lake. La densidad de población era de 52,36 hab./km². De los 21.262 habitantes, Canyon Lake estaba compuesto por el 92.71% blancos, el 0.67% eran afroamericanos, el 0.65% eran amerindios, el 0.48% eran asiáticos, el 0.05% eran isleños del Pacífico, el 3.31% eran de otras razas y el 2.13% pertenecían a dos o más razas. Del total de la población el 13.37% eran hispanos o latinos de cualquier raza.